# Panamericansaurus
Panamericansaurus (лат.) — род растительноядных динозавров-завропод из клады Aeolosaurini, живших в конце мелового периода (кампан — маастрихт, 83,5—66,0 млн лет назад) на территории современной Аргентины. Очень сходен с Aeolosaurus, отличаясь лишь в деталях строения позвонков.
Panamericansaurus был описан палеонтологами Jorge Orlando Calvo и Juan Domingo Porfiri в 2010 году. Голотип MUCPv-417 найден в свите Аллен (Allen Formation) провинции Неукен. Он состоит из пяти хвостовых позвонков, одного крестцового позвонка и фрагментов грудной клетки. Он находится в коллекции Museo de la Universidad del Comahue.
Panamericansaurus был помещён в кладу Aeolosaurini в составе более широкой клады Lithostrotia, к которой также относятся Aeolosaurus и Gondwanatitan.